# Mid Scotland and Fife (circonscription du Parlement européen)
La circonscription de Mid Scotland and Fife est une ancienne circonscription électorale britannique utilisée tous les cinq ans dans le cadre des élections européennes pour désigner, par une élection au suffrage universel direct, un eurodéputé.

## Liste des députés européens
| Élection | Député        | Parti | Parti        |
| -------- | ------------- | ----- | ------------ |
| 1979     | John Purvis   |       | Conservateur |
| 1984     | Alex Falconer |       | Travailliste |
| 1989     | Alex Falconer |       | Travailliste |
| 1994     | Alex Falconer |       | Travailliste |

## Résultats électoraux

### 1979
| Candidats                      | Candidats                      | Partis                         | Voix    | %    | +/− |
| ------------------------------ | ------------------------------ | ------------------------------ | ------- | ---- | --- |
|                                | John Purvis                    | Parti conservateur             | 66 255  | 35,1 |     |
|                                | M. Panko                       | Parti travailliste             | 58 768  | 31,2 |     |
|                                | Robert McIntyre                | Parti national écossais        | 45 426  | 24,1 |     |
|                                | J.M. Calder                    | Parti libéral                  | 18 112  | 9,6  |     |
| Total (Participation : 35,0 %) | Total (Participation : 35,0 %) | Total (Participation : 35,0 %) | 188 561 | 100  |     |

### 1984
| Candidats                      | Candidats                      | Partis                         | Voix    | %    | +/−  |
| ------------------------------ | ------------------------------ | ------------------------------ | ------- | ---- | ---- |
|                                | Alex Falconer                  | Parti travailliste             | 80 038  | 42,6 | 11,4 |
|                                | John Purvis                    | Parti conservateur             | 52 872  | 28,2 | 6,9  |
|                                | Janette Jones                  | Parti national écossais        | 30 511  | 16,3 | 7,8  |
|                                | A.A.I. Wedderburn              | Parti social-démocrate         | 24 220  | 12,9 |      |
| Total (Participation : 35,5 %) | Total (Participation : 35,5 %) | Total (Participation : 35,5 %) | 187 641 | 100  |      |

### 1989
| Candidats                      | Candidats                      | Partis                         | Voix    | %    | +/− |
| ------------------------------ | ------------------------------ | ------------------------------ | ------- | ---- | --- |
|                                | Alex Falconer                  | Parti travailliste             | 102 246 | 46,1 | 3,5 |
|                                | Kenny MacAskill                | Parti national écossais        | 50 089  | 22,6 | 6,3 |
|                                | A.F. Christie                  | Parti conservateur             | 46 505  | 20,9 | 7,3 |
|                                | G.C. Morton                    | Parti vert                     | 14 165  | 6,4  |     |
|                                | M. Black                       | Libéraux-démocrates            | 8 857   | 4,0  | 8,9 |
| Total (Participation : 41,5 %) | Total (Participation : 41,5 %) | Total (Participation : 41,5 %) | 221 862 | 100  |     |

### 1994
| Candidats                      | Candidats                      | Partis                         | Voix    | %    | +/− |
| ------------------------------ | ------------------------------ | ------------------------------ | ------- | ---- | --- |
|                                | Alex Falconer                  | Parti travailliste             | 95 667  | 45,8 | 0,3 |
|                                | R.G. Douglas                   | Parti national écossais        | 64 254  | 30,8 | 8,2 |
|                                | P.W.B. Page                    | Parti conservateur             | 28 192  | 13,5 | 7,4 |
|                                | Mrs. H.S. Lyall                | Libéraux-démocrates            | 17 192  | 8,2  | 4,2 |
|                                | M.J. Johnston                  | Parti vert                     | 3 015   | 1,4  | 5,0 |
|                                | T.J. Pringle                   | Parti de la loi naturelle      | 532     | 0,3  |     |
| Total (Participation : 38,2 %) | Total (Participation : 38,2 %) | Total (Participation : 38,2 %) | 208 852 | 100  |     |